# .hn
Pour les articles homonymes, voir HN.
.hn est le domaine de premier niveau national (country code top level domain : ccTLD) réservé au Honduras.